# Pertengo
Pertengo är en ort och kommun i provinsen Vercelli i regionen Piemonte, Italien. Kommunen hade 296 invånare (2018).